# اورتا قشلاق (آق‌دام)
اورتا قشلاق (به لاتین: Orta Qışlaq) یک منطقه مسکونی در جمهوری آذربایجان است که در شهرستان آق‌دام واقع شده است.